# Lata 60. XVIII wieku

## Wydarzenia
- 1762
  - 9 lipca – księżna Sophie Friederike Auguste von Anhalt-Zerbst przeprowadziła zamach stanu przeciwko swojemu mężowi Piotrowi III. Księżna po objęciu władzy w Rosji przyjęła imię Katarzyny II[1].
  - 17 lipca – obalony car Rosji Piotr III został zamordowany przez oficerów gwardii[1].
- 1763
  - na mocy traktatu paryskiego zakończyła się wojna siedmioletnia – konflikt między Królestwem Prus, Wielką Brytanią i Hanowerem a Francją, Monarchią Habsburgów, Szwecją, Rosją i Elektoratem Saksonii, wywołany zaborem Śląska przez króla Prus Fryderyka II Wielkiego oraz rywalizacją kolonialną pomiędzy Wielką Brytanią a Francją. Na mocy traktatu Francja utraciła Kanadę (na rzecz Wielkiej Brytanii) oraz część innych kolonii w Ameryce Północnej i Indiach[2].
  - w Hubertusburgu Królestwo Prus i Monarchia Habsburgów zawarły traktat pokojowy, kończący III wojnę śląską – konflikt o panowanie nad Śląskiem. Na mocy traktatu Śląsk znalazł się pod panowaniem Prus[2].
- 1765
  - król Rzeczypospolitej Obojga Narodów Stanisław August Poniatowski powołał Szkołę Rycerską[3].
- 1766
  - rozpoczęła się wyprawa dookoła świata. Dowódcą wyprawy był Louis Antoine de Bougainville[4].
- 1768
  - 29 lutego – szlachta zawiązała konfederację barską skierowaną przeciwko kurateli Rosji, królowi Stanisławowi Augustowi Poniatowskiemu i popierającemu go wojsku rosyjskiemu[5].
  - rozpoczęła się pierwsza wyprawa dookoła świata dowodzona przez Jamesa Cooka[4].
- 1769
  - 5 stycznia – James Watt uzyskał patent na maszynę parową[6].
  - zakończyła się wyprawa dookoła świata Louis Antoine’a de Bougainville’a[4].